# 三月ウサギ

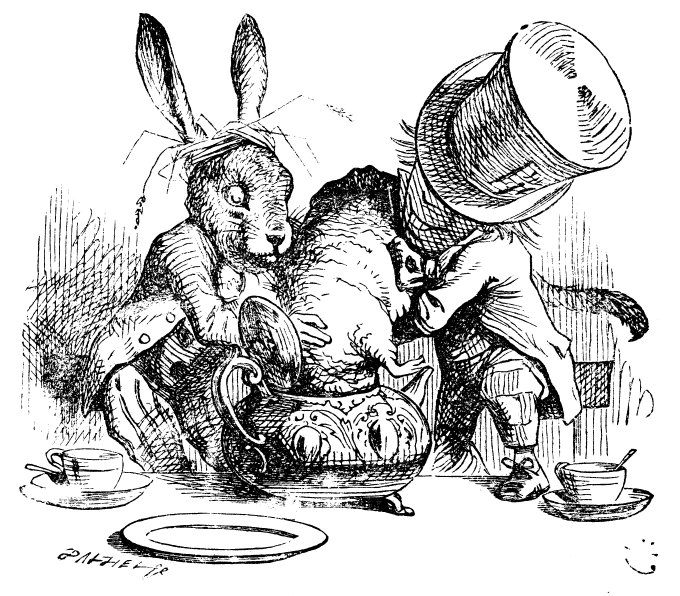
眠りネズミをティーポットの中に詰め込む三月ウサギと帽子屋（ジョン・テニエル画）

三月ウサギ（さんがつウサギ、 英: March Hare）は、ルイス・キャロルの児童小説『不思議の国のアリス』に登場する、擬人化されたノウサギのキャラクター。
帽子屋、眠りネズミとともに自宅の前で「狂ったお茶会」を開いており、お茶会に加わったアリスをおかしな言動で翻弄する。チェシャ猫から帽子屋とともに「気が狂っている」と評される三月ウサギは、「三月のウサギのように気が狂っている」という英語の言い回しから生み出されたキャラクターである。

## 作中の描写
第6章「豚とコショウ」にてチェシャ猫からはじめて言及される。ここでチェシャ猫はアリスに帽子屋と三月ウサギの家へ行く道をそれぞれ教えつつ、どちらも気が狂っていると話す。それに対してアリスは「いまは五月だから、三月ほどに気は狂っていないはず」と考えて三月ウサギへ行く道を選ぶが、次章「狂ったお茶会」では、三月ウサギの家の前で終わらないお茶会を開いている三月ウサギ、帽子屋、眠りネズミと会することになる。このお茶会に加わったアリスに対して、三月ウサギはありもしないワインを勧めたり、帽子屋や眠りネズミの話に茶々を入れたり、まだ一杯も飲んでいないアリスに対して「もっとお茶を飲みな」と勧めたりしてアリスをいらだたせる。この場面の最後には、三月ウサギは帽子屋といっしょになって眠りネズミをティーポットに詰め込もうとする。第11章「誰がタルトを盗んだ？」では、ハートの女王のタルトを盗んだ容疑をかけられたハートのジャックの裁判にて、証人として呼ばれた帽子屋、眠りネズミとともに再登場し、ほとんど意味をなさない帽子屋の証言に対して横から訂正したり否認したりする。

## 起源

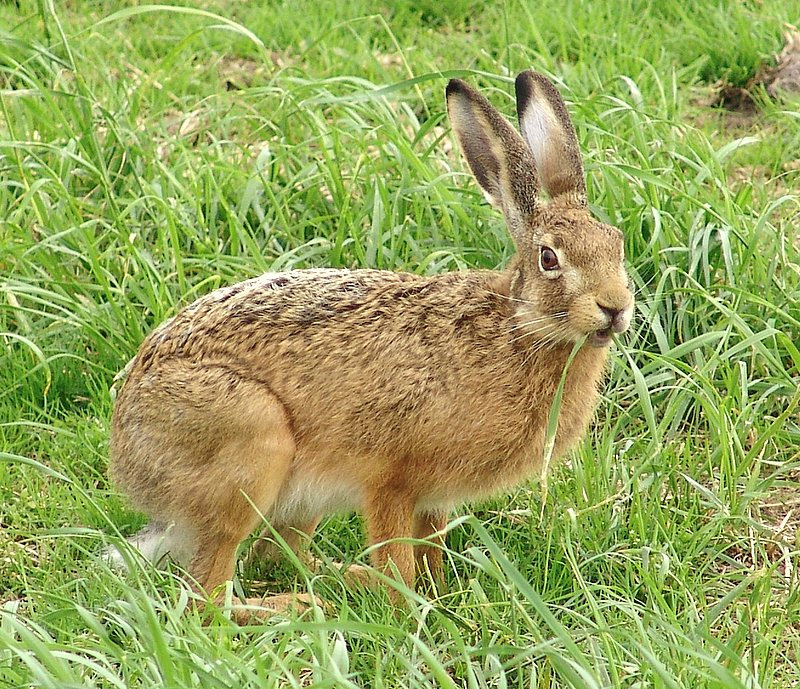
ヨーロッパノウサギ

三月ウサギは、「三月のウサギのように気が狂っている」(Mad as a March hare) という、当時はよく知られていた英語の成句をもとにキャロルが創作したキャラクターである。この成句は繁殖期である三月に雄のノウサギが見せる落ち着かない振る舞いを示している。ただし実際にはノウサギの繁殖期は8か月の長さにおよび、三月だけ特に繁殖行動が盛んになるというわけではないらしい。このノウサギの繁殖期の観察を行ったアンソニー・ホーリーとポール・グリーンウッドという科学者は、デジデリウス・エラスムスの句に「沼のウサギのように狂った」というものがあり、この沼 (marsh) が三月 (March) に転訛したのだと述べている。

## イメージ
ジョン・テニエルによる挿絵では、蝶ネクタイとチョッキを身に付け、頭に麦藁を巻き付けた姿で描かれている。この頭に巻かれた藁は当時の政治風刺漫画において狂人を表現するための常套手段であり、テニエル自身も『パンチ』誌においてオフィーリアの狂気の場面などでしばしば用いていた。しかしこの狂気の表現は『アリス』から間もなくして理解されなくなったらしく、そのため後世の『アリス』の挿絵画家にはこの特徴はあまり重視されていない。ディズニーのアニメーション『ふしぎの国のアリス』（1951年）に至っては、不可解な柔毛のようなものに変えられてしまっている。なおこのアニメーション映画では、三月ウサギはアリスに何度も1杯のお茶を勧めておきながら、いざアリスがカップに手を伸ばそうとすると手の届かない場所へ遠ざけたり、アリスの手から取り上げてしまったりするといった、混乱した行為を続ける錯乱したキャラクターとして描かれている。

## 続編（ヘイヤ）

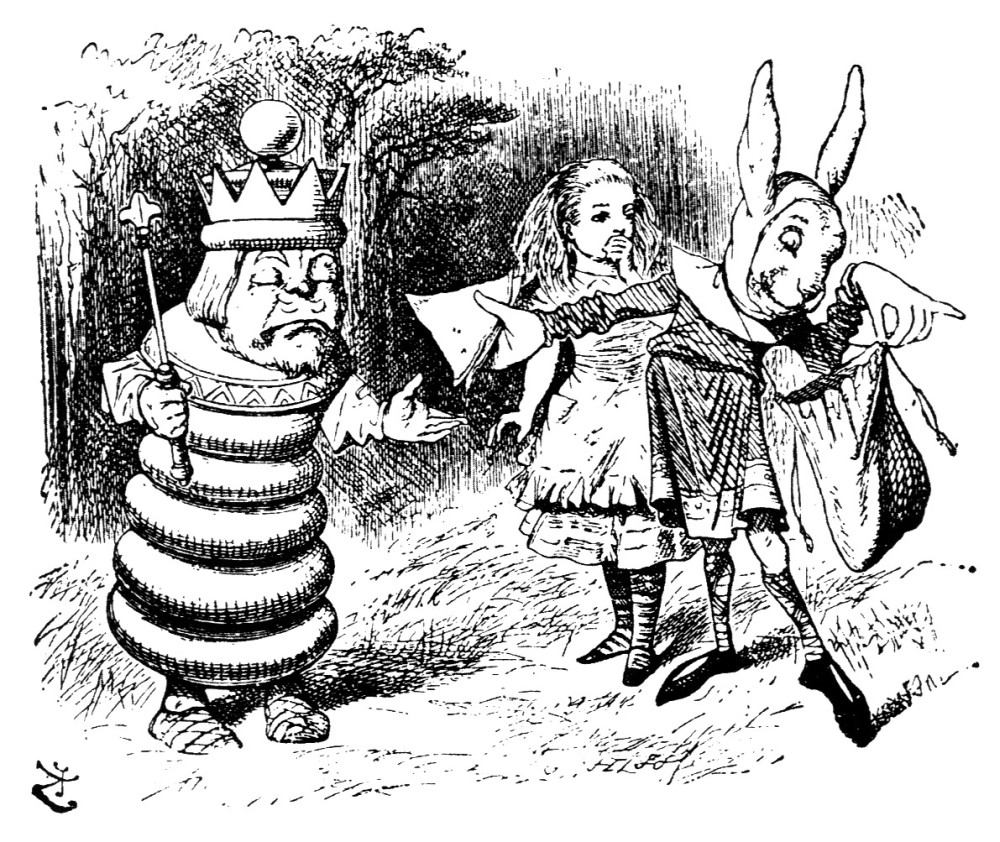
白の王にハムサンドを渡すヘイヤ（右）

三月ウサギは『不思議の国のアリス』の続編『鏡の国のアリス』（1871年）においても、ハッタと名を変えた帽子屋とともにヘイヤ（Haigha）として登場する。ヘイヤとハッタは「白の王」の使者であり、ヘイヤは町からやってきて王冠をめぐって争っているライオンとユニコーンの様子を王に伝え、王に請われてハムサンドと干し草を渡す。この二人の使者はつねに「アングロサクソン風姿勢」と呼ばれるくねくねとした奇妙な姿勢をとっている。もっともアリスはどういうわけか二人との再会に気づくことはない。

## 引用
- アメリカの推理作家ジョン・ディクスン・カーの『帽子収集狂事件』（原題 The Mad Hatter Mystery）で、帽子を盗みまわる「マッド・ハッター」に気をつけるよう忠告された探偵ギデオン・フェル博士が、忠告した相手が「三月ウサギ」と呼ばれているのではないかと返している場面がある。
- 萩尾望都の漫画作品「3月ウサギが集団で」（『週刊少女コミック』1972年16号掲載）で、美月（みつき）中学の生徒たちが、その校名「みつき」から「三月（みつき）」に転じ、さらに転じて「三月ウサギ」と呼ばれている。